# Nepenthes kerrii
Nepenthes kerrii M.Catal. & Kruetr., 2010 è una pianta carnivora della famiglia Nepenthaceae, endemica della Thailandia, dove cresce a 10–700 m.

## Conservazione
La Lista rossa IUCN classifica Nepenthes kerrii come specie a rischio minimo (Least Concern).